# Landtagswahlkreis Krems an der Donau
Der Wahlkreis Krems an der Donau (Wahlkreis 9) ist ein Wahlkreis in Niederösterreich, der die Statutarstadt Krems an der Donau und den politischen Bezirk Krems-Land umfasst. Bei der Landtagswahl 2013 ging die Österreichische Volkspartei (ÖVP) mit 56,1 % als stärkste Partei hervor. Die ÖVP erreichte bei der Wahl eines der drei zu vergebenden Grundmandate, von den übrigen kandidierenden Parteien erreichte keine ein Grundmandat im Wahlkreis Krems an der Donau.

## Geschichte
Niederösterreich war bis 1992 in vier Wahlkreise unterteilt, wobei der heutige Wahlkreis Krems an der Donau teilweise zu den Landtagswahlkreisen Viertel ober dem Manhartsberg und Viertel ober dem Wienerwald gehörte. Mit der Landtagswahlordnung 1992 wurde die Zahl der Wahlkreise auf 21 erhöht und die Stadt Krems und der Bezirk Krems-Land vom Gesetzgeber zu einem eigenen Wahlkreis zusammengeschlossen.
Seit der Schaffung des Wahlkreises erreichte die Österreichische Volkspartei (ÖVP) bei jeder Landtagswahl im Wahlkreis Krems an der Donau die relative Mehrheit, wobei das Ergebnis der Volkspartei zwischen 49,4 und 60,5 % schwankte. Ihr bisher bestes Ergebnis schaffte die ÖVP bei der Landtagswahl 2008 mit 60,5 %. Bei der letzten Landtagswahl im Jahr 2013 erreichte die ÖVP 56,1 %. Der ÖVP gelang es seit 1998 nimmer die absolute Stimmenmehrheit zu erreichen, zudem schaffte sie bei jeder Wahl mindestens ein Grundmandat. Bei den Landtagswahlen 2003 und 2008 erzielte sie sogar zwei der drei Grundmandate.
Die Sozialdemokratische Partei Niederösterreich (SPÖ) belegte bei jeder Landtagswahl im Wahlkreis Krems an der Donau den zweiten Platz, wobei sie 1993 mit 27,6 % ihr bisher bestes Ergebnis erreichte. Nachdem sie SPÖ zwischen 1998 und 2003 auf 24,5 bzw. erneut auf knapp 27,6 % gekommen war, sackte sie 2008 auf 21,2 % ab. Auch bei der Landtagswahl 2013 verlor sie 2 %, wodurch sie mit 19,1 % ihr bisher schlechtestes Ergebnis im Wahlkreis erzielte.
Die Freiheitliche Partei Österreichs (FPÖ) konnten im Wahlkreis Krems an der Donau bisher bei drei der fünf Wahlen den dritten Platz belegen, wobei sie 1998 mit 17,0 % ihr bisher bestes Ergebnis erreichte. In der Folge stürzte sie aber im Zuge der Affäre um Peter Rosenstingl auf 4,6 % ab und landete damit 2003 hinter den Grünen auf Platz vier. Nachdem die FPÖ 2008 wieder auf 8,9 % zulegen konnte, sank ihr Stimmenanteil 2013 wieder auf 7,6 %.
Die Grünen – Die Grüne Alternative (GRÜNE) konnten sich zwischen 1993 und 2013 langsam aber nahezu sukzessive von 2,6 auf 7,4 % steigern. 2013 fielen die Grünen jedoch durch das Antreten des Team Stronach (FRANK bzw. TS) auf den fünften Platz zurück. Das Team Stronach konnte hingegen bei seinem ersten Antreten im Wahlkreis Krems an der Donau auf Anhieb 7,8 % erreichen und stieß dadurch auf den dritten Platz der kandidierenden Parteien vor.

## Wahlergebnisse
| Wahltermin      | GM |                    | ÖVP   | SPÖ   | FPÖ   | GRÜNE | Sonstige |
| 16. Mai 1993    |    | Stimmenanteile (%) | 49,38 | 27,62 | 12,37 | 2,55  | 6,61     |
| 16. Mai 1993    | 3  | Grundmandate       | 1     | 0     | 0     | 0     | 0        |
| 22. März 1998   |    | Stimmenanteile (%) | 50,25 | 24,54 | 17,04 | 3,94  | 4,22     |
| 22. März 1998   | 3  | Grundmandate       | 1     | 0     | 0     | 0     | 0        |
| 30. März 2003   |    | Stimmenanteile (%) | 59,18 | 27,57 | 4,57  | 7,05  | 1,62     |
| 30. März 2003   | 3  | Grundmandate       | 2     | 0     | 0     | 0     | 0        |
| 9. März 2008    |    | Stimmenanteile (%) | 60,49 | 21,17 | 8,89  | 6,21  | 3,24     |
| 9. März 2008    | 3  | Grundmandate       | 2     | 0     | 0     | 0     | 0        |
| 3. März 2013    |    | Stimmenanteile (%) | 56,14 | 19,14 | 7,61  | 7,35  | 9,77     |
| 3. März 2013    | 3  | Grundmandate       | 1     | 0     | 0     | 0     | 0        |
| 28. Jänner 2018 |    | Stimmenanteile (%) | 54,02 | 20,24 | 14,08 | 6,10  | 5,55     |
| 28. Jänner 2018 | 3  | Grundmandate       | 1     | 0     | 0     | 0     | 0        |
| 29. Jänner 2023 |    | Stimmenanteile (%) | 43,57 | 17,11 | 23,32 | 7,21  | 8,79     |
| 29. Jänner 2023 | 3  | Grundmandate       | 1     | 0     | 0     | 0     | 0        |